# آلفارو زنده‌باد، لعنتی!

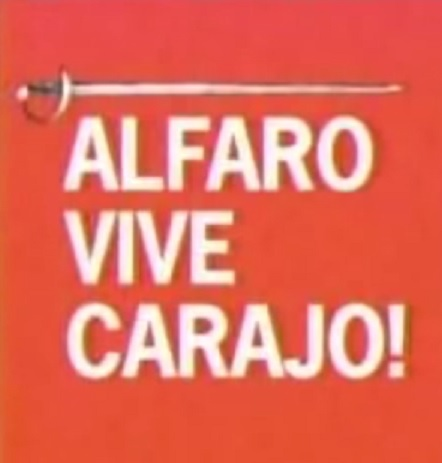

آلفارو زنده باد! لعنتی! (به اسپانیایی: ¡Alfaro Vive, Carajo! (AVC) (به انگلیسی: Alfaro Lives, Dammit!) نام دیگر نیروهای مسلح الوی آلفارو است که یک گروه مخفی جناح چپ گرای اکوادور می‌باشد. در سال ۱۹۸۲ تأسیس شد.

## تاریخچه
ای وی سی، ابتدا در سال ۱۹۸۳ توجه عموم را جلب کرد. آن موقع که شمشیری را از موزه سرقت کردند، شمشیری که توسط الوی آلفارو استفاده می‌شد.
برخی از رهبران از رهبران این گروه که تصور می‌شد به کوبا، لیبی و نیکاراگوئه وابسته باشند و گروه خود را به شکل شبه نظامیان در دیگر کشورهای آمریکای لاتین پیوند داده‌اند، مانند ام-۱۹
و همچنین به جنبش انقلابی توپاک آمارو وابسته باشند. طی سال‌های ۱۹۸۶ و ۱۹۸۷ ای وی سی چند آدم‌ربایی، سرقت از بانک‌ها و یک کارخانه، چندین ایستگاه رادیویی به منظور پوشش خبری و کشتار چهار افسر پلیس را انجام داد تا یک عضو خود را از بازداشت پلیس درآورد.
در پاسخ به این اقدام، دولت حملاتی را علیه گروه آغاز و در ۱۹۸۷ تعداد زیادی از رهبران و اعضای آن را کشته یا دستگیر نمودند. در ۱۹۸۹ دولت اکوادور توافق پایان خشونت با گروه را اعلام و دو سال بعد در سال ۱۹۹۱ پس از اصلاح قانون اساسی رسماً به عنوان یک حزب سیاسی قانونی شناخته شد. یک سال بعد، هشت تن از اعضای گروه به طور غیرقانونی و البته غیر خشونت‌آمیز وارد سفارت بریتانیا در اکوادور در پایتخت (کیتو) شدند که خواستار آزادی رهبر یک گروه شدند که توسط دولت اکوادور در زندان به سر می‌برد.

## در فرهنگ عامه
در سال ۲۰۰۷ این گروه موضوع یک فیلم مستند با عنوان ¡Alfaro vive carajo! Del Sueño Al Caos قرار گرفت.